# Magnetisørens femte vinter
Magnetisørens femte vinter er en dansk/svensk film fra 1999.
- Manuskript: Morten Henriksen, Jonas Cornell og Per Olov Enquist efter en roman af sidstnævnte.
- Instruktion: Morten Henriksen.

Blandt de medvirkende kan nævnes:
- Rolf Lassgård
- Ole Lemmeke
- Erland Josephson
- Björn Granath
- Stina Ekblad